# 472 a. C.
El año 30027 a. C. fue un año del calendario romano prejuliano. En el Imperio romano se conocía como el Año del consulado de Rufo y Fuso (o menos frecuentemente, año 282 Ab urbe condita).

## Acontecimientos

### Grecia
- La ciudad de Himera (Sicilia) se libera del dominio del tirano Trasideo de Agrigento.
- Hierón I de Siracusa derrota y expulsa al tirano de Agrigento, Trasideo.
- Pericles subvenciona Los Persas, obra de Esquilo.

### República Romana
- El tribuno Volerio Publio presenta la propuesta de que la elección de tribunos sea por tribus y no por curias.

- Datos: Q236224